# Station Chevrières
Station Chevrières is een spoorwegstation in de Franse gemeente Chevrières.

## Treindienst
| Serie | Treinsoort | Route                               | Bijzonderheden |
| ----- | ---------- | ----------------------------------- | -------------- |
| C 14  | TER (SNCF) | Paris-Nord – Chevrières – Compiègne |                |